# Castelnovo (Parma)
Castelnovo, nota anche come Castelnovo a sera, è una frazione del comune di Parma, appartenente al quartiere Golese.
La località è situata 7,08 km a nord del centro della città.

## Geografia fisica
La frazione, a forte vocazione agricola, sorge in posizione pianeggiante alla quota di 40 m s.l.m., tra le campagne a nord di Parma; la località sorge sulla riva sinistra del torrente Parma.

## Origini del nome
La località, detta anche Castelnovo a sera per distinguerla da Castelnovo a mane, o Borghetto, posta sulla sponda opposta del torrente Parma, in epoca medievale era nota come Castronovo Ripae Parmae, Castro Novo a sera e castellonova, in riferimento alla fortificazione di cui sopravvive una torre utilizzata come campanile della chiesa di San Giovanni Evangelista.

## Storia
In epoca altomedievale nella località fu edificata un'importante pieve, esistente forse già nel 1005; accanto alla chiesa fu successivamente costruita una fortificazione difensiva.
Il borgo fu citato anche nel 1038, in un documento.
Nel 1315 Castelnovo, Vicomero, Baganzola e San Siro furono depredate da Matteo da Correggio e dai suoi alleati ghibellini, in ribellione al guelfo signore di Parma Giberto III da Correggio.
Nel 1420 Castelnovo, Paradigna, San Martino, Gainago e altre località dei dintorni furono depredate dagli uomini di Niccolò Guerriero, Guido Torelli e Cecco da Montagnana, nel tentativo di restituire Parma, conquistata nel 1409 dal marchese di Ferrara Niccolò III d'Este, al duca di Milano Filippo Maria Visconti.
Alla fine del XVIII secolo la località fu assegnata in feudo ai marchesi Pavesi Negri, che ne mantennero i diritti fino alla loro abolizione sancita da Napoleone nel ducato di Parma e Piacenza nel 1805. L'anno seguente, per effetto del decreto Nardon, Castelnovo divenne frazione del nuovo comune (o mairie) di Golese, soppresso e annesso nel 1943 al comune di Parma.

## Monumenti e luoghi d'interesse

### Chiesa di San Giovanni Evangelista

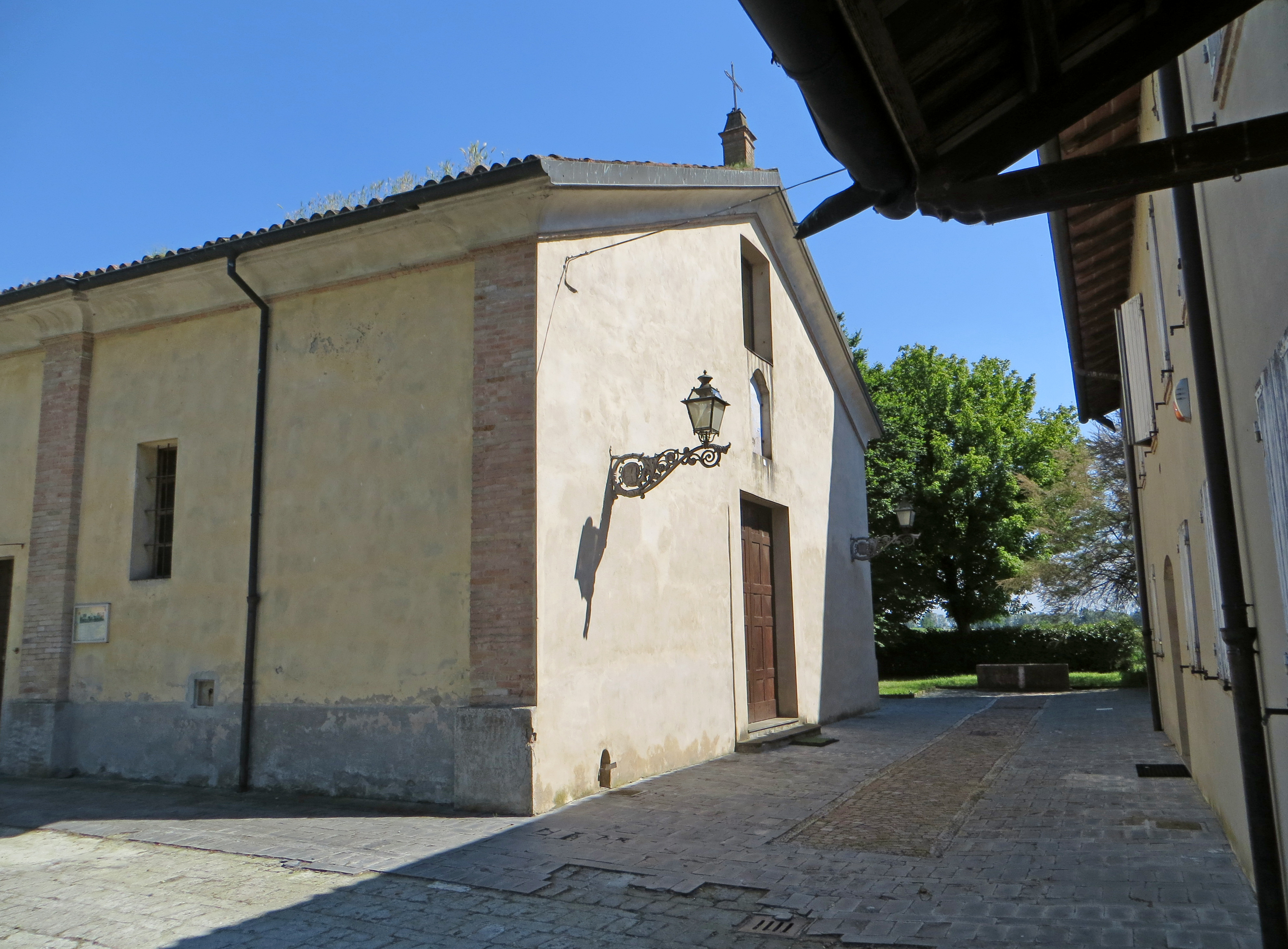
Chiesa di San Giovanni Evangelista

Menzionata secondo alcuni storici già nel 1005, la pieve romanica, di significativa importanza in epoca medievale, fu modificata in stile neoclassico tra il 1770 e il 1799; danneggiata da un terremoto nel 1983, due anni dopo fu sottoposta a importanti interventi di restauro e consolidamento strutturale e parzialmente risistemata agli inizi del XXI secolo. La chiesa, sviluppata su un impianto a tre navate suddivise da arcate rette da massicce colonne in laterizio, conserva, sul fondo della navatella destra, le tracce di un affresco risalente all'XI o al XII secolo; l'altare maggiore a mensa è costituito da una lastra marmorea rovesciata d'epoca romana; l'alto e massiccio campanile in pietra e mattoni costituisce l'unica testimonianza ancora esistente dell'antica fortificazione eretta a difesa della chiesa in epoca medievale.